# Brengkolang
Brengkolang is een bestuurslaag in het regentschap Pekalongan van de provincie Midden-Java, Indonesië. Brengkolang telt 712 inwoners (volkstelling 2010).